# Mistrzostwa Europy w Judo 2016
65. Mistrzostwa Europy w Judo odbyły się w dniach 21–24 kwietnia 2016 w Kazaniu, na Tatneft Arenie.

## Medaliści

### Mężczyźni
| Konkurencja       | Złoto | Srebro | Brąz |
| do 60 kg          | Walide Khyar | Orxan Səfərov | Howhannes Dawtian Elios Manzi |
| do 66 kg          | Waża Margwelaszwili | Colin Oates | Arsen Gałstian Fabio Basile |
| do 73 kg          | Rüstəm Orucov | Lasza Szawdatuaszwili | Rok Drakšič Nugzar Tatalaszwili |
| do 81 kg          | Chasan Chałmurzajew | Awtandil Czrikiszwili | Iwajło Iwanow Robin Pacek |
| do 90 kg          | Warlam Liparteliani | Krisztián Tóth | Piotr Kuczera Marcus Nyman |
| do 100 kg         | Henk Grol | Toma Nikiforov | Michael Korrel Grigori Minaškin |
| powyżej 100 kg    | Teddy Riner | Or Sason | Lewani Matiaszwili Daniel Natea |
| turniej drużynowy | Gruzja · Waża Margwelaszwili · Amiran Papinaszwili · Nugzar Tatalaszwili · Lasza Szawdatuaszwili · Awtandil Czrikiszwili · Giorgi Papunashvili · Warlam Liparteliani · Paata Gviniashvili · Levani Matiashvili · Adam Okruaszwili | Rosja · Anzaur Ardanov · Arsen Gałstian · Zelimkhan Ozdoev · Uali Kurzhev · Stanislav Semenov · Chasan Chałmurzajew · Said Emi Zhambekov · Magomied Magomiedow · Adłan Bisułtanow · Andrey Volkov | Polska · Aleksander Beta · Paweł Zagrodnik · Damian Szwarnowiecki · Łukasz Błach · Jakub Kubieniec · Patryk Ciechomski · Piotr Kuczera · Kamil Grabowski · Maciej Sarnacki · Azerbejdżan · Vugar Shirinli · Fagan Guluzada · Rüstəm Orucov · Rustam Alimli · Shahin Gahramanov · Məmmədəli Mehdiyev · Elxan Məmmədov · Uszangi Kokauri · Tərlan Kərimov |

### Kobiety
| Konkurencja       | Złoto | Srebro | Brąz |
| do 48 kg          | Charline Van Snick | Éva Csernoviczki | Monica Ungureanu Dilara Lokmanhekim |
| do 52 kg          | Majlinda Kelmendi | Priscilla Gneto | Julija Ryżowa Andreea Chițu |
| do 57 kg          | Automne Pavia | Iwelina Iliewa | Timna Nelson-Levy Nora Gjakova |
| do 63 kg          | Tina Trstenjak | Kathrin Unterwurzacher | Anicka van Emden Jekatierina Walkowa |
| do 70 kg          | Gévrise Émane | Esther Stam | Fanny Posvite Szabina Gercsák |
| do 78 kg          | Audrey Tcheuméo | Guusje Steenhuis | Luise Malzahn Natalie Powell |
| powyżej 78 kg     | Kayra Sayıt | Switłana Jariomka | Belkıs Zehra Kaya Jasmin Külbs |
| turniej drużynowy | Polska · Agata Perenc · Karolina Pieńkowska · Arleta Podolak · Anna Borowska · Agata Ozdoba · Karolina Tałach · Katarzyna Kłys · Katarzyna Furmanek · Anna Załęczna | Rosja · Yulia Kazarina · Natalija Komowa · Darja Mieżecka · Tatiana Kazeniuk · Darja Dawydowa · Pari Surakatova · Irina Gazieva · Valentina Maltseva · Ksienija Czibisowa · Wiera Moskaluk | Niemcy · Maria Ertl · Mareen Kräh · Theresa Stoll · Viola Wächter · Nadja Bazynski · Iljana Marzok · Laura Vargas Koch · Luise Malzahn · Carolin Weiß · Francja · Astride Gneto · Lola Benarroche · Margaux Pinot · Mélissa Héleine · Madeleine Malonga |

## Tabela medalowa
| Miejsce | Państwo         | Złoto | Srebro | Brąz | Razem |
| ------- | --------------- | ----- | ------ | ---- | ----- |
| 1       | Francja         | 5     | 1      | 2    | 8     |
| 2       | Gruzja          | 3     | 3      | 2    | 8     |
| 3       | Rosja           | 1     | 2      | 3    | 6     |
| 4       | Holandia        | 1     | 1      | 2    | 4     |
| 5       | Azerbejdżan     | 1     | 1      | 1    | 3     |
| 6       | Belgia          | 1     | 1      | 0    | 2     |
| 7       | Polska          | 1     | 0      | 2    | 3     |
| 7       | Turcja          | 1     | 0      | 2    | 3     |
| 9       | Kosowo          | 1     | 0      | 1    | 2     |
| 9       | Słowenia        | 1     | 0      | 1    | 2     |
| 11      | Węgry           | 0     | 2      | 1    | 3     |
| 12      | Bułgaria        | 0     | 1      | 1    | 2     |
| 12      | Izrael          | 0     | 1      | 1    | 2     |
| 12      | Wielka Brytania | 0     | 1      | 1    | 2     |
| 15      | Austria         | 0     | 1      | 0    | 1     |
| 15      | Ukraina         | 0     | 1      | 0    | 1     |
| 17      | Niemcy          | 0     | 0      | 3    | 3     |
| 17      | Rumunia         | 0     | 0      | 3    | 3     |
| 19      | Szwecja         | 0     | 0      | 2    | 2     |
| 19      | Włochy          | 0     | 0      | 2    | 2     |
| 21      | Armenia         | 0     | 0      | 1    | 1     |
| 21      | Estonia         | 0     | 0      | 1    | 1     |